# Charlie Flanagan

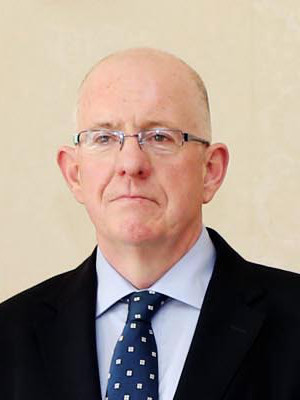
Charlie Flanagan (2014)

Charles „Charlie“ Flanagan (irisch Cathal Ó Flannagáin; * 1. November 1956 in Mountmellick, County Laois) ist ein irischer Politiker (Fine Gael).

## Leben
Flanagan wuchs in Mountmellick auf. Er besuchte das Knockbeg College und studierte dann am  University College Dublin (BA in 'History and Politics') und Jura bei der 'Incorporated Law Society of Ireland'. Er war viele Jahre auch als Rechtsanwalt tätig.

Bei den Wahlen zum Dáil Éireann 1987 wurde er im Wahlkreis Laoighis-Offaly für die Fine Gael in das irische Unterhaus gewählt. Er löste damit seinen Vater Oliver J. Flanagan ab, der diesen Wahlkreis seit 1943 vertreten hatte. Flanagan wurde 1989, 1992 und 1997 wiedergewählt und gehörte dem Dáil Éireann bis 2002 an. Vom 1. November 1997 bis 25. Juni 2000 war er stellvertretender Vorsitzender des British-Irish Inter-Parliamentary Body. 
Bei den Wahlen 2002 wurde er nicht gewählt; bei den Wahlen 2007, 2011 und 2016 wurde er wiedergewählt. 
Unter Enda Kenny, Premierminister Irlands von März 2011 bis Juni 2017, war Flanagan vom 8. Mai 2014 bis zum 11. Juli 2014 Minister für Kinder- und Jugendangelegenheiten. Er löste damit Frances Fitzgerald ab, die wiederum dem zurückgetretenen Justizminister Alan Shatter nachfolgte. 
Vom 11. Juli 2014 bis zum 14. Juni 2017 war er 'Minister for Foreign Affairs and Trade'. Vom 14. Juni 2017 bis zum 27. Juni 2020 war er 'Minister for Justice and Equality' im Kabinett von Leo Varadkar. Seit dem 15. September 2020 ist er Vorsitzender des Ausschusses für Auswärtige und Verteidigungsangelegenheiten.
Er ist verheiratet und hat zwei Töchter.